# 普照 (僧侶)
普照（生卒年不詳），日本奈良時代僧侶。其母為白猪与吕志的女兒。

## 生涯
普照最初在奈良的興福寺學習，733年（天平五年），接受出家者之戒，受到傳戒師義真的邀請，與榮叡一起前往唐朝。他在洛陽大福先寺接受具足戒，邀請道璿赴日本弘法。在唐朝滯留的十年間，他邀請揚州大明寺的鑑真東渡日本弘法。754年（天平勝寶六年），普照跟隨鑑真的船回到了日本。
回國後，普照住在東大寺。759年（天平寶字三年），上奏稱為避免旅途之人飢餓，請求在京外的街道栽種果樹。此後，擔任奈良西大寺的大鎮之職。沒年不明。